# Christu I. Christu
Christu I. Christu (n. secolul al XX-lea – d. secolul al XX-lea) a fost un pilot român de aviație, as al Aviației Române din cel de-al Doilea Război Mondial.
Sublocotenentul av. (r.) Christu I. Christu a fost decorat cu Ordinul Virtutea Aeronautică de război cu spade, clasa Crucea de Aur cu 1 baretă (4 noiembrie 1941) pentru că „a executat 10 atacuri la sol cu foarte bune rezultate. A doborât două avioane inamice: unul la Gniljacovo, iar al doilea la Freundental” și clasa Crucea de Aur cu 2 barete (20 februarie 1942) pentru că „în calitate de șef de patrulă a dat dovadă de un înalt spirit de sacrificiu. A doborât singur un avion de vânătoare; iar cu patrula sa două avioane inamice. A executat 71 misiuni de războiu”.
Locotenentul aviator Christu I. Christu a fost trecut în cadrul disponibil la 9 august 1946, în baza legii nr. 433 din 1946, și apoi, din oficiu, în poziția de rezervă la 9 august 1947.

## Decorații
- Ordinul „Virtutea Aeronautică” de Război cu spade, clasa Crucea de Aur cu 1 baretă (4 noiembrie 1941)[1]
- Ordinul „Virtutea Aeronautică” de Război cu spade, clasa Crucea de Aur cu 2 barete (20 februarie 1942)[2]